# Joshua Zirkzee
Joshua Orobosa Zirkzee (Schiedam, Países Bajos, 22 de mayo de 2001) es un futbolista neerlandés que juega de delantero en el Manchester United F. C. de la Premier League.

## Trayectoria
Nacido en los Países Bajos, se formó en canteras como las del ADO La Haya o la del Feyenoord de Róterdam, antes de aterrizar en la academia del Bayern de Múnich en 2017.
A partir de 2019 se convirtió en jugador del filial del Bayern, pero sus actuaciones en el segundo equipo le abrieron las puertas del equipo sénior, debutando con el primer equipo muniqués el 11 de diciembre de 2019 en un partido de la Liga de Campeones de la UEFA 2019-20 frente al Tottenham Hotspur.
En la Bundesliga debutó una semana después, el 18 de diciembre, entrando en el minuto 90 del partido y marcando el 1-2 en el partido frente al S. C. Friburgo. Pocos días después, volvió a marcar en otro partido ajustado frente al VfL Wolfsburgo, consiguiendo darle, así, dos victorias al Bayern.
El 1 de febrero de 2021 fue cedido al Parma Calcio 1913 hasta final de temporada, guardándose el conjunto italiano una opción de compra al final de la misma. Esta no se hizo efectiva y en agosto fue prestado al R. S. C. Anderlecht.
El 14 de julio de 2024, tras haber sido el máximo goleador del Bologna F. C. 1909 y haber ayudado al equipo a clasificarse para la Liga de Campeones de la UEFA la temporada anterior, fichó por el Manchester United F. C. con un contrato de cinco años. Debutó el 16 de agosto marcando el único gol en el partido inaugural de la Premier League frente al Fulham F. C.

## Selección nacional
Internacional con los Países Bajos en categorías inferiores, en marzo de 2020 fue contactado por la Federación de Fútbol de Nigeria, ya que posee la nacionalidad nigeriana por parte de su madre.

### Participaciones en Eurocopas
| Eurocopa      | Sede     | Resultado   | Partidos | Goles |
| ------------- | -------- | ----------- | -------- | ----- |
| Eurocopa 2024 | Alemania | Semifinales | 2        | 0     |

## Estadísticas

### Clubes
Actualizado al último partido disputado el 7 de febrero de 2025.
| Club                               | Div.          | Temporada     | Liga  | Liga  | Liga   | Copas nacionales | Copas nacionales | Copas nacionales | Copas internacionales | Copas internacionales | Copas internacionales | Total | Total | Total  |
| Club                               | Div.          | Temporada     | Part. | Goles | Asist. | Part.            | Goles            | Asist.           | Part.                 | Goles                 | Asist.                | Part. | Goles | Asist. |
| ---------------------------------- | ------------- | ------------- | ----- | ----- | ------ | ---------------- | ---------------- | ---------------- | --------------------- | --------------------- | --------------------- | ----- | ----- | ------ |
| Bayern de Múnich II · Alemania     | 4.ª           | 2018-19       | 12    | 4     | 4      | ―                | ―                | ―                | ―                     | ―                     | ―                     | 12    | 4     | 4      |
| Bayern de Múnich II · Alemania     | 3.ª           | 2019-20       | 16    | 2     | 3      | ―                | ―                | ―                | ―                     | ―                     | ―                     | 16    | 2     | 3      |
| Bayern de Múnich II · Alemania     | 3.ª           | 2020-21       | 4     | 0     | 2      | ―                | ―                | ―                | ―                     | ―                     | ―                     | 4     | 0     | 2      |
| Bayern de Múnich II · Alemania     | Total club    | Total club    | 32    | 6     | 9      | 0                | 0                | 0                | 0                     | 0                     | 0                     | 32    | 6     | 9      |
| Bayern de Múnich · Alemania        | 1.ª           | 2019-20       | 9     | 4     | 1      | 2                | 0                | 0                | 1                     | 0                     | 0                     | 12    | 4     | 1      |
| Bayern de Múnich · Alemania        | 1.ª           | 2020-21       | 3     | 0     | 0      | 1                | 0                | 0                | 1                     | 0                     | 0                     | 5     | 0     | 0      |
| Bayern de Múnich · Alemania        | Total club    | Total club    | 12    | 4     | 1      | 3                | 0                | 0                | 2                     | 0                     | 0                     | 17    | 4     | 1      |
| Parma Calcio 1913 · Italia         | 1.ª           | 2020-21       | 4     | 0     | 0      | —                | —                | —                | —                     | —                     | —                     | 4     | 0     | 0      |
| Parma Calcio 1913 · Italia         | Total club    | Total club    | 4     | 0     | 0      | 0                | 0                | 0                | 0                     | 0                     | 0                     | 4     | 0     | 0      |
| R. S. C. Anderlecht · Bélgica      | 1.ª           | 2021-22       | 38    | 16    | 11     | 6                | 2                | 2                | 3                     | 0                     | 0                     | 47    | 18    | 13     |
| R. S. C. Anderlecht · Bélgica      | Total club    | Total club    | 38    | 16    | 11     | 6                | 2                | 2                | 3                     | 0                     | 0                     | 47    | 18    | 13     |
| Bologna F. C. 1909 · Italia        | 1.ª           | 2022-23       | 19    | 2     | 2      | 2                | 0                | 0                | —                     | —                     | —                     | 21    | 2     | 2      |
| Bologna F. C. 1909 · Italia        | 1.ª           | 2023-24       | 34    | 11    | 4      | 3                | 1                | 2                | —                     | —                     | —                     | 37    | 12    | 6      |
| Bologna F. C. 1909 · Italia        | Total club    | Total club    | 53    | 13    | 6      | 5                | 1                | 2                | 0                     | 0                     | 0                     | 58    | 14    | 8      |
| Manchester United F. C. Inglaterra | 1.ª           | 2024-25       | 18    | 3     | 1      | 4                | 2                | 0                | 5                     | 0                     | 1                     | 27    | 5     | 2      |
| Manchester United F. C. Inglaterra | Total club    | Total club    | 18    | 3     | 1      | 3                | 1                | 0                | 5                     | 0                     | 1                     | 27    | 5     | 2      |
| Total carrera                      | Total carrera | Total carrera | 157   | 42    | 28     | 17               | 4                | 4                | 10                    | 0                     | 1                     | 185   | 47    | 33     |

## Palmarés

### Campeonatos nacionales
| Competición           | Club             | País     | Año  |
| --------------------- | ---------------- | -------- | ---- |
| 1. Bundesliga         | Bayern de Múnich | Alemania | 2020 |
| Copa de Alemania      | Bayern de Múnich | Alemania | 2020 |
| Supercopa de Alemania | Bayern de Múnich | Alemania | 2020 |
| 1. Bundesliga         | Bayern de Múnich | Alemania | 2021 |
| Supercopa de Alemania | Bayern de Múnich | Alemania | 2022 |

### Campeonatos internacionales
| Competición                      | Club                | Sede     | Año     |
| -------------------------------- | ------------------- | -------- | ------- |
| Premier League International Cup | Bayern de Múnich II | Londres  | 2018-19 |
| Liga de Campeones de la UEFA     | Bayern de Múnich    | Lisboa   | 2019-20 |
| Supercopa de la UEFA             | Bayern de Múnich    | Budapest | 2020    |